# ميغيل بيدويا
ميغيل بيدويا سيكويروس (بالإسبانية: Miguel Bedoya)‏ (من مواليد 15 أبريل 1986 في مدريد) هو لاعب كرة قدم محترف إسباني، يلعب لنادي نومانسيا في دوري الدرجة الثانية الإسباني، في مركز خط الوسط المهاجم.

## وصلات خارجية
- ميغيل بيدويا على موقع قاعدة بيانات كرة القدم.إي يو (الإنجليزية)
- ميغيل بيدويا على موقع Soccerway.com (الإنجليزية)
- ميغيل بيدويا على موقع AS.com (الإسبانية)

- BDFutbol profile
- Futbolme profile (بالإسبانية)
- Transfermarkt profile